# Kékesd
Kékesd là một thị trấn thuộc hạt Baranya, Hungary. Thị trấn này có diện tích 8,11 km², dân số năm 2010 là 179 người, mật độ 22 người/km².